# Родники (Черноморский район)

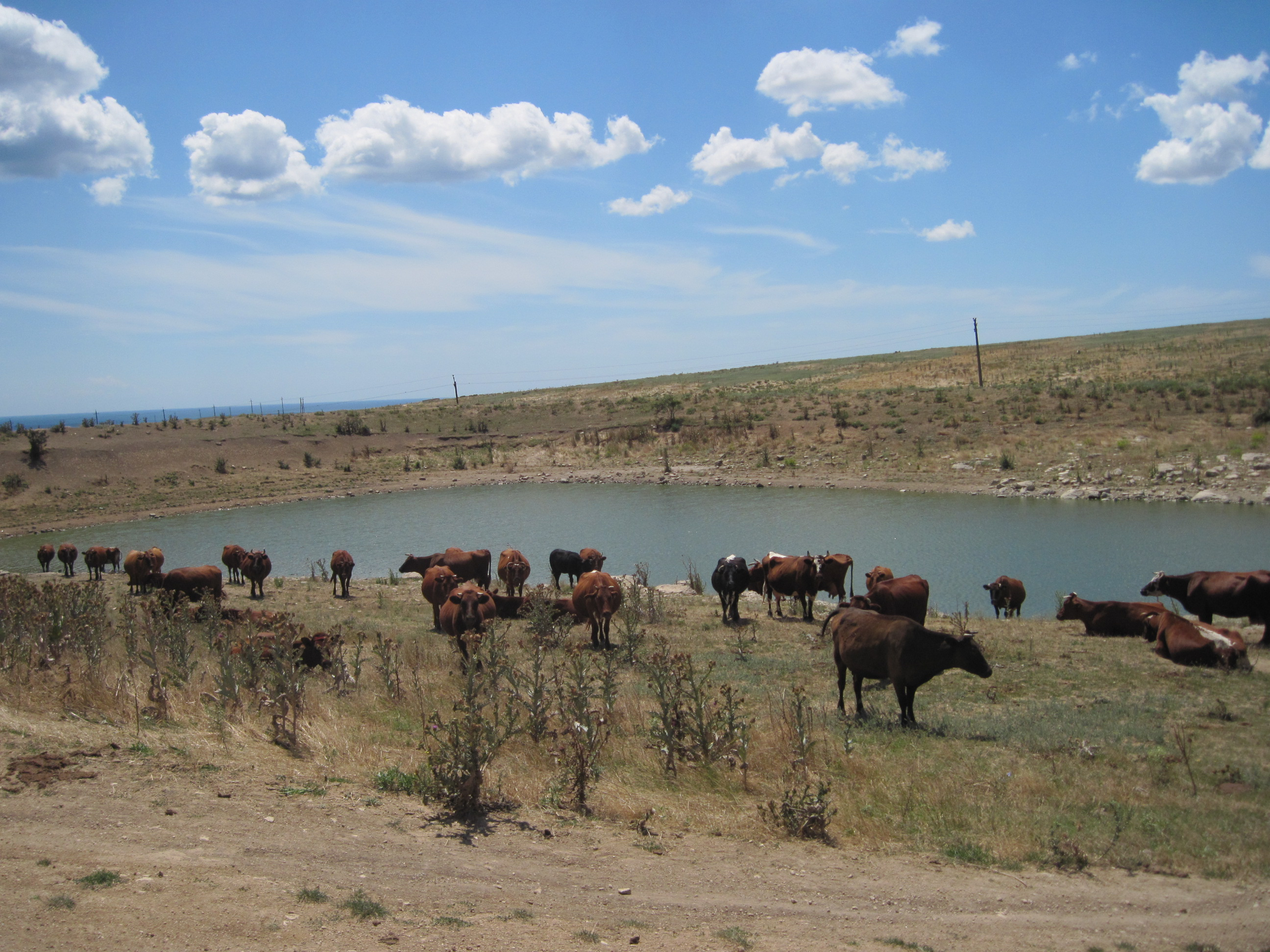
Пруд в верховье балки Чаратай

Родники́ (до 1948 года Чокра́к; укр. Родники, крымскотат. Çoqraq, Чокъракъ) — исчезнувшее село в Черноморском районе Республики Крым, располагавшееся в южной части района, в степном Крыму, примерно в 3,5 км севернее современного села Окунёвка, в верховье балки Чаратай.

### Динамика численности населения
| - 1806 год — 61 чел. - 1864 год — 29 чел. - 1889 год — 109 чел. - 1900 год — 94 чел. | - 1915 год — 62/46 чел. - 1926 год — 153 чел. - 1939 год — 20 чел. |

## История
Первое документальное упоминание сёл встречается в Камеральном Описании Крыма… 1784 года, судя по которому, в последний период Крымского ханства Чокрак входил в Тарханский кадылык Козловскаго каймаканства.
После присоединения Крыма к России (8) 19 апреля 1783 года, (8) 19 февраля 1784 года, именным указом Екатерины II сенату, на территории бывшего Крымского ханства была образована Таврическая область и деревня была приписана к Евпаторийскому уезду. После павловских реформ, с 1796 по 1802 год входила в Акмечетский уезд Новороссийской губернии. По новому административному делению, после создания 8 (20) октября 1802 года Таврической губернии, Чокрак был включён в состав Яшпетской волости Евпаторийского уезда.
По Ведомости о волостях и селениях, в Евпаторийском уезде с показанием числа дворов и душ… от 19 апреля 1806 года, в деревне Чокрак числилось 13 дворов, 54 крымских татарина и 7 цыган. На военно-топографической карте генерал-майора Мухина 1817 года деревня Чокрак обозначена с 13 дворами. После реформы волостного деления 1829 года Чокрак, согласно «Ведомости о казённых волостях Таврической губернии 1829 года» остался в составе Яшпекской волости. На карте 1836 года в деревне 11 дворов, а на карте 1842 года Чокрак обозначен условным знаком «малая деревня», то есть, менее 5 дворов.
В 1860-х годах, после земской реформы Александра II, деревню приписали к Курман-Аджинской волости. Согласно «Памятной книжке Таврической губернии за 1867 год», деревня Чокрак была покинута жителями, в результате эмиграции крымских татар, особенно массовой после Крымской войны 1853—1856 годов, в Турцию и стояла без новых поселенцев. А уже в «Списке населённых мест Таврической губернии по сведениям 1864 года», составленном по результатам VIII ревизии 1864 года, Чокрак — владельческая русская деревня, с 5 дворами, 29 жителями и фруктовым садом при балкѣ безъименной. По обследованиям профессора А. Н. Козловского 1867 года, вода в колодцах деревни была солоноватая, а их глубина колебалась от 1 до 5 саженей (от 2 до 10 м). На трехверстовой карте Шуберта 1865—1876 года Чокрак — всего лишь экономия с 3 дворами. В «Памятной книге Таврической губернии 1889 года», по результатам Х ревизии 1887 года, в деревне Чокрак числилось 19 дворов и 109 жителей. В «…Памятной книжке Таврической губернии на 1892 год» Чокрак почему-то не записан.
Земская реформа 1890-х годов в Евпаторийском уезде прошла позже остальных, в результате Чокрак приписали к Кунанской волости.
По «…Памятной книжке Таврической губернии на 1900 год» в деревне числилось 94 жителя в 17 дворах. По Статистическому справочнику Таврической губернии. Ч.II-я. Статистический очерк, выпуск пятый Евпаторийский уезд, 1915 год, в деревне Чокрак Кунанской волости Евпаторийского уезда отдельно учтено русское и татарское население. Всего числилось 15 дворов (2 татарских с землёй, остальные 13 — безземельные). Русского населения было 23 человека приписных жителей и 10 — «посторонних» (17 мужчин и 16 женщин), татарского — 39 приписных и 36 «посторонних» (40 мужчин и 35 женщин). За татарами числилось 1000 десятинами удобной земли. В о всех хозяйствах имелось 52 лошади, 80 волов, 10 коров и 2600 голов мелкого скота.
После установления в Крыму Советской власти, по постановлению Крымревкома от 8 января 1921 года № 206 «Об изменении административных границ» была упразднена волостная система и образован Евпаторийский уезд, в котором создан Ак-Мечетский район и село вошло в его состав, а в 1922 году уезды получили название округов. 11 октября 1923 года, согласно постановлению ВЦИК, в административное деление Крымской АССР были внесены изменения, в результате которых округа были отменены, Ак-Мечетский район упразднён и село вошло в состав Евпаторийского района. Согласно Списку населённых пунктов Крымской АССР по Всесоюзной переписи 17 декабря 1926 года, в селе Чокрак, Кунанского сельсовета (в котором село состоит всю дальнейшую историю) Евпаторийского района, числилось 35 дворов, все крестьянские, население составляло 153 человека, из них 127 татар, 16 греков, 1 украинец, действовала татарская школа. Согласно постановлению КрымЦИКа от 30 октября 1930 года «О реорганизации сети районов Крымской АССР», был восстановлен Ак-Мечетский район (по другим данным 15 сентября 1931 года) и село вновь включили в его состав. По данным всесоюзная перепись населения 1939 года в селе Ак-Чокрак проживало 20 человек.
В 1944 году, после освобождения Крыма от фашистов, согласно Постановлению ГКО № 5859 от 11 мая 1944 года, 18 мая крымские татары были депортированы в Среднюю Азию. С 25 июня 1946 года Чокрак в составе Крымской области РСФСР. Указом Президиума Верховного Совета РСФСР от 18 мая 1948 года, Чокрак переименовали в Родники. 26 апреля 1954 года Крымская область была передана из состава РСФСР в состав УССР. Ликвидированы до 1960 года, поскольку в «Справочнике административно-территориального деления Крымской области на 15 июня 1960 года» селение уже не значилось (согласно справочнику «Крымская область. Административно-территориальное деление на 1 января 1968 года» — в период с 1954 по 1968 годы, как село Красносельского сельсовета).